# Harponville
Harponville ist eine nordfranzösische Gemeinde mit 172 Einwohnern (Stand 1. Januar 2022) im Département Somme in der Region Hauts-de-France. Die Gemeinde gehört zum Kanton Albert und ist Teil der Communauté de communes du Pays du Coquelicot.

## Geographie
Harponville liegt rund sechs Kilometer südwestlich von Acheux-en-Amiénois an der Départementsstraße 47 nach Contay. Bei Harponville führt ein Trockental zu Hallue.

## Geschichte

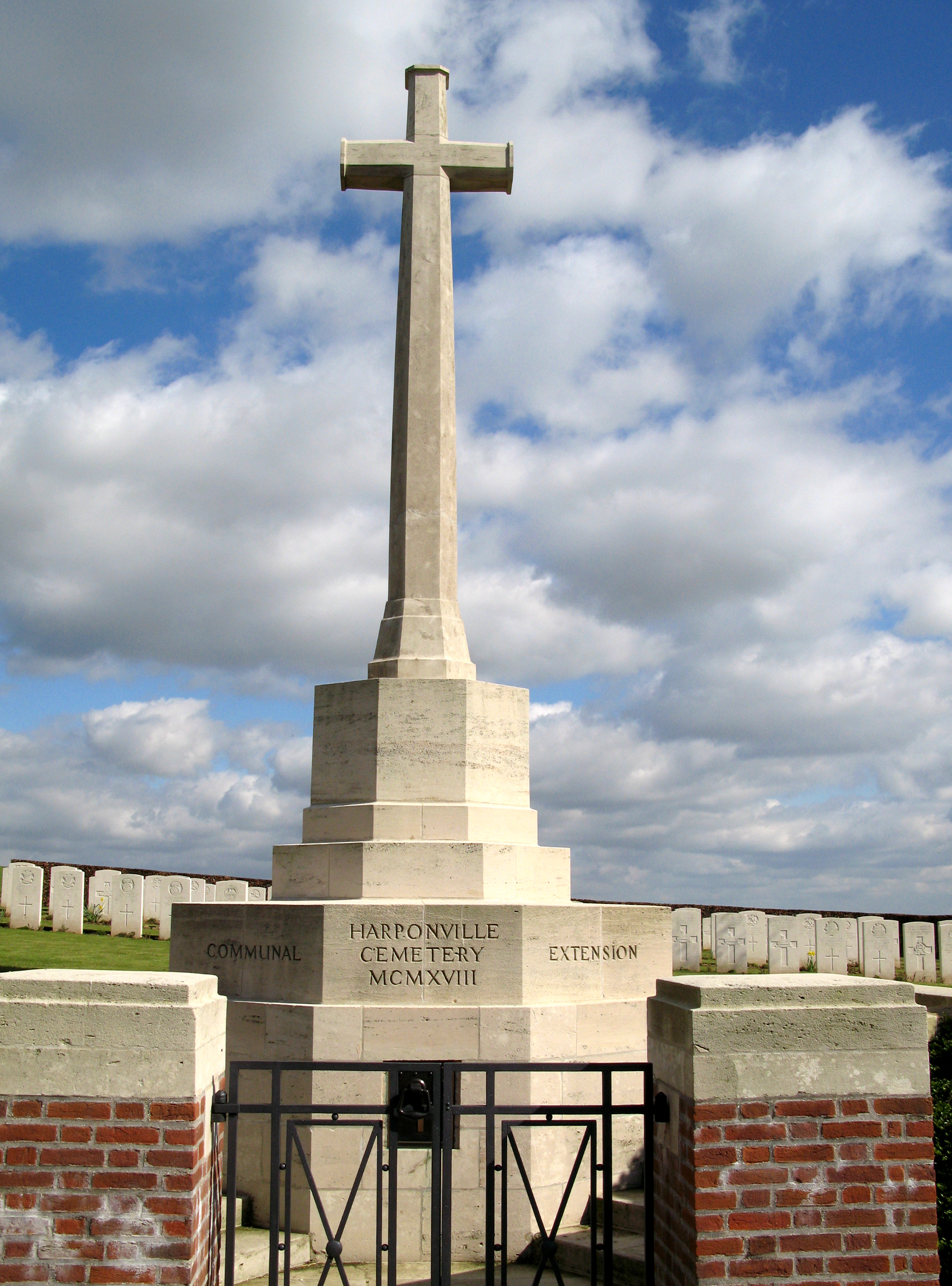
Mahnmal am Soldatenfriedhof

Die Gemeinde stand im Spätmittelalter unter dem Einfluss der Abtei Saint-Riquier (Centula), während der nahegelegene, abgegangene Ort Hierville der Abtei Corbie unterstand. Die Herrschaft kam 1683 an die Familie de Raincheval, mit der sich protestantischer Einfluss ausbreitete. 1823 wurde die protestantische Kirche errichtet, nach einem Brand 1863 eine neue. Im Ersten Weltkrieg wurden Verteidigungsanlagen errichtet, sonst hatte der Krieg ebenso wie der Zweite Weltkrieg auf Harponville kaum Auswirkungen.

## Einwohner
| 1962 | 1968 | 1975 | 1982 | 1990 | 1999 | 2006 | 2010 |
| ---- | ---- | ---- | ---- | ---- | ---- | ---- | ---- |
| 177  | 160  | 151  | 150  | 130  | 125  | 148  | 168  |

## Verwaltung
Bürgermeister (maire) ist seit 2001 Dominique Renaud.

## Sehenswürdigkeiten
- Kirche Sainte Trinité aus dem 19. Jahrhundert
- Protestantische Kirche
- Britischer Soldatenfriedhof
- Mahnmal am Eingang des Soldatenfriedhofs